# Diamou
Diamou est une localité et une commune rurale malienne, située dans le pays de la Niatiaga, chef-lieu de cercle de Diamou, dans la région de Kayes, regroupant 24 villages, Elle compte 13 793 habitants en 2009. Elle a pour chef-lieu la localité de Diamou.

## Géographie
La localité de Diamou est située sur la rive gauche du fleuve Sénégal et sur la route nationale RN 22 à 52 km au sud du chef-lieu régional Kayes. Le territoire de la commune rurale se trouve à la limite des zones climatiques sahélienne et soudanienne. À cheval sur le fleuve Sénégal, la commune de Diamou possède un relief alternant des plaines, des collines et des plateaux.
| Logo    | Colimbiné | Ségala    |
| Sadiola | Diamou    | Bafoulabé |
|         | Niambia   | Mahina    |

## Histoire
Diamou est la capitale du Niatiaga, ancien royaume du Khasso. Le village de Diamou a été fondé par [la grande famille Diakité], venant de Mansona Tinkin les chefs de tribus.

## Villages

Carte communale

La commune s'étend sur 21 localités relevées lors du recensement général de 2009. 
Les villages les plus peuplés sont :
- Diamou (3 228 habitants)
- Dinguira Almamy (1 217 habitants)
- Thematessou (850 habitants)

La loi 2023-007 attribue à la commune rurale 25 villages  :
- Diamou
- Tematessou
- Balandougou
- Bagouko
- Bouroukoun
- Fouraka Rive Gauche
- Fouraka-Île
- Wassangara
- Karéa
- Illimalo
- Tinkin
- Draméko
- Logoba
- Makania
- Hameya
- Dinguira-Almamya
- Makadénia
- Takoutala
- Douroun
- Sabouciré-Lakafia
- Diadieya
- Fanga
- Moundintako
- Galougo
- Bangassi

## Politique
La commune rurale est admininistrée par un conseil communal composée de 17 conseillers en 2006. 
| Année | Maire élu                     | Parti politique |
| ----- | ----------------------------- | --------------- |
| 1999  | Séga diakité[réf. nécessaire] | Indépendant     |
| 2004  | Habib Diakité                 | RPM             |
| 2009  | Dramane Diakité               | Cnid            |
| 2016  | Habib Diakité                 |                 |

## Transports

Cimenterie de Diamou (1972)

La Gare de Diamou est située sur la ligne du chemin de fer de Dakar au Niger.

## Économie
Diamou a connu son développement grâce à la ligne de chemin de fer du Dakar au Niger puis l’installation d’une cimenterie en 1960.

## Personnalités liées
- Hawa Diallo, écrivaine, y est née.